# Maurice Blackburn (homme politique)
Pour les articles homonymes, voir Maurice Blackburn et Blackburn (homonymie).
Maurice McCrae Blackburn (19 novembre 1880 – 31 mars 1944) est un avocat et homme politique australien socialiste, connu pour sa protection des intérêts des travailleurs.

## Biographie
Maurice Blackburn est né à Inglewood, de Victoria, de Maurice Blackburn, un directeur de banque, et de son épouse Thomasann Cole (née McCrae), fille du capitaine Alexander McCrae.
À la suite de la mort de son père en 1887, Blackburn et sa mère déménagent à Melbourne où il fait ses études à Melbourne. Après avoir terminé l'école, il fréquente l'Université de Melbourne, obtient un diplôme en arts et en droit, en 1909, et commence à pratiquer en tant qu'avocat, un an plus tard. Dans la même année, il devient également membre du Parti socialiste du Victoria et est bientôt le rédacteur en chef de son journal, Le Socialiste. Plus tard, en 1908, il rejoint le Parti travailliste australien.
Blackburn épouse Doris Blackburn le 10 décembre 1914. La même année, il entre à l'Assemblée Législative de l’État de Victoria, sous les couleurs du Parti travailliste Australien, député de la circonscription de Essendon, mais il perd son siège en 1917, en grande partie à cause de ses positions anti-guerre et anti-conscription. Il retourne à la pratique du droit, créant le cabinet Maurice Blackburn & Co. en 1919, s'occupant principalement de commerce, de droit de l'union et des libertés civiles.
Il remporte des procès, qui ont joué un rôle clé dans l'établissement des droits de la plupart des Australiens tiennent maintenant pour acquis, notamment la semaine de travail de 40 heures, l'égalité des salaires pour les travailleurs autochtones, et l'égalité salariale pour les femmes.
Blackburn marque la politique australienne en 1921, quand il obtient d'ajouter la socialisation des moyens de production à la plate-forme électorale du parti socialiste. De retour au Parlement en 1925 en tant que député de Fitzroy, Blackburn introduit une législation visant à éliminer la discrimination à l'égard des femmes et s'oppose aux mesures économiques proposées au cours de la dépression, qu'il juge répressives. En 1933, il est élu président de l'Assemblée Législative de l'État de Victoria, mais démissionne de l'Assemblée, en 1934, pour se présenter au siège fédéral de Bourke, basé dans la banlieue de Brunswick et de Cobourg à Melbourne. Bien qu'il ait gagné Bourke et il occupe le siège jusqu'en 1943, ses relations avec le Parti travailliste sont en dents de scie.
À la fin de 1934 et au début de 1935 Blackburn s'investit pour empêcher la déportation de la militante tchèque anti-fasciste Egon Kisch. En octobre 1935, il vote en faveur de sanctions contre l'Italie au cours de l'Crise d'Abyssinie contre son leader John Curtin.
Son soutien au socialisme international et son opposition à la conscription l'amènent fréquemment à prendre des positions opposées à la politique de son parti, et en 1937, il est exclu comme membre du Mouvement Contre la Guerre et le Fascisme. Il est bientôt admis à l'ALPE mais exclu à nouveau en 1941, pour son soutien à la ligue d'amitié Australie-Soviétique. Son expulsion est considérée comme un avertissement à d'autres députés de gauche, pour montrer que les dissidences ne seront plus tolérées. Blackburn reste député de de Bourke en tant qu'indépendant, votant contre le gouvernement travailliste pour la loi de conscription, mais il perd son siège aux Élections fédérales australiennes de 1943 face au candidat officiel du parti travailliste.
Blackburn est décédé le 31 mars 1944 à Prahran, Victoria d'une tumeur cérébrale, et est enterré dans la Zone de la Colline du Cimetière. Dans un éloge funèbre, le Premier Ministre Australien John Curtin décrit Blackburn comme "l'un des grands serviteurs de la nation du Commonwealth d'Australie." Sa veuve Doris remporte le siège de Bourke comme candidate indépendante aux Élections fédérales australiennes de 1946 et continue son œuvre politique.